# 結合多元環
数学における（結合）線型環あるいは結合的代数または結合多元環（けつごうたげんかん、英: associative algebra）は、結合的な環であって、かつそれと両立するような、何らかの体上の線型空間（若しくはもっと一般の可換環上の加群）の構造を備えたものである。即ち、線型環 A は（結合律や分配律を含む）幾つかの公理を満足する二項演算（内部演算）としての加法と乗法を備え、同時に乗法と両立するスカラー（体 K や環 R の元）による乗法（外部演算）を備える。
分野によっては、線型環が乗法単位元 1 を持つと仮定することが典型的である場合もある。このような余分の仮定を満たすことを明らかにする場合には、そのような線型環を単型線型環（単位的（結合）多元環）と呼ぶ。

## 厳密な定義
可換環 R を固定して考える。結合 R-代数とは、加法的に書かれたアーベル群 A であって、環および R-加群の構造をともに備え、かつ環としての乗法が任意の r ∈ R, x, y ∈ A について
{\displaystyle r\cdot (xy)=(r\cdot x)y=x(r\cdot y)}
を満たすという意味で R-双線型となるものをいう。
結合代数 A が単型あるいは単位的であるとは、
{\displaystyle 1x=x=x1}
を如何なる x ∈ A についても満たすような元 1 ∈ A を持つことをいう。
結合代数 A が、それ自身環として可換ならば、A は可換 R-代数と言う。

### 特別なR-加群として
R-加群 A から始めるならば、R-線型環 A は、R-双線型写像 m: A × A → A; (x, y) ↦ xy で、A の任意の x, y, z について
{\displaystyle x(yz)=(xy)z}
を満たすものを持つ R-加群 A として定義される。この R-双線型写像が A に環の構造を与え、R-線型環の構造が入るのである。任意の R-線型環はこの方法で得られる。
さらにこのようにして得られた線型環 A が単型である必要十分な条件は
{\displaystyle \exists 1\in A,\;1x=x1=x}
となることである。圏論的に述べれば、この定義は「単型 R-線型環は R-加群全体の成すモノイド圏 R-Mod におけるモノイド対象である」と言うに等しい。

### 特別な環として
環 A から始めるならば、単位的結合 R-多元環は、像が環 A の中心に入る環準同型 η: R → A によって与えられる。こうして得られる多元環 A は、任意の r ∈ R および x ∈ A に対して
{\displaystyle rx:=\eta (r)x}
と定めることにより R-加群の構造を持つ。
環 A が可換ならば、A の中心は A 自身と等しいから、可換 R-多元環は単に、可換環の準同型　η: R → A によって定義することができる。

## 多元環準同型
R-結合多元環の間の準同型とは、R-線型な環準同型を言う。陽に書けば、二つの R-結合多元環 A1, A2 に対し、写像 φ: A1 → A2 が R-線型環準同型であるとは、任意の r ∈ R および x, y ∈ A1 に対して
{\displaystyle \phi (rx)=r\phi (x)}
{\displaystyle \phi (x+y)=\phi (x)+\phi (y)}
{\displaystyle \phi (xy)=\phi (x)\phi (y)}
を満たすことを言う。単位的 R-結合代数に対する準同型は、上記に加えてさらに
{\displaystyle \phi (1)=1}
なることを要す。
単位的結合 R-代数の全てと、それらの間の全ての単位的結合代数準同型を合わせたものは圏を成し、R-Alg などで表される。可換 R-線型環の成す部分圏は、可換環の圏 CRing の余スライス圏 R/CRing として特徴づけられる。

## 例
- 体 K に成分をとる n-次正方行列の全体は、K-上の単型線型環を成す。
- 複素数の全体 C は、実数体 R 上二次元の単型線型環を成す。
- 四元数の全体 H は、実数体 R 上の四次元単型線型環を成す（が、複素数体上の線型環にはならない。これは C を H の部分集合と見做したとき、各複素数は任意の四元数と可換とは限らないからである）。
- 平面上の変換として有用な、実二次正方行列の全体は線型環を成す。
- 実係数多項式の全体 R[X] は、実数体 R 上の単型線型環を成す。
- 任意のバナッハ空間 X に対し、連続線型作用素 A: X → X の全体は、（作用素の合成を積として）単型線型環を成す。これはバナッハ線型環である。
- 任意の位相空間 X に対し、X 上の実（または複素）数値連続函数の全体は、実（または複素）単型線型環を成す。ただし、ここでは函数の和と積は点ごとの演算で入れる。
- 単型でない線型環の例の一つは、x → ∞ での極限が 0 となるような函数 f: R → R 全体の成す集合によって与えられる。
- クリフォード線型環は幾何学および物理学において有用である。
- 局所有限半順序集合の隣接代数は、組合せ論で用いられる単型線型環である。
- 任意の環 A を一意的な仕方で Z-線型環と見做すことができる。事実、1 を A の単位元へ写すということから環準同型 Z → A が一意的に定まる。従って、環の概念と Z-線型環の概念とは同一の概念を定める（これは任意のアーベル群と Z-加群とが同一の概念であることと同様である）。
- 同様にして、標数 n の任意の環は (Z/nZ)-線型環になる。
- 任意の環 A はその中心 Z(A)（及びその任意の部分環）上の線型環である。
- 任意の可換環 R は自分自身あるいはその任意の部分環上の線型環である。
- R-加群 M に対し、その自己準同型環 EndR(M) は (rφ)(x) := r(φ(x)) と定めて R-線型環となる。
- 可換環 R に成分を持つ任意の全行列環は、行列の通常の和と乗法に関して R-線型環を成す。これはひとつ前の例で M が有限生成 R-自由加群である場合と考えられる。
- 任意の多項式環 R[x1, …, xn] は可換 R-線型環である。実はこれは、集合 {x1, …, xn} 上の自由な可換 R-線型環である。
- 集合 E 上の自由 R-線型環とは、R に係数を持ち、集合 E の元を非可換不定元とする非可換多項式全体の成す線型環のことである。
- R-加群のテンソル代数は自然に R-代数になり、またその商代数である外積代数と対称代数も同様である。圏論的な言葉で言えば、R-加群をそのテンソル代数へ写す函手は R-代数を台となる R-加群へ写す函手（環構造を忘れる忘却函手）の左随伴である。
- 可換環 R と任意の環 A に対し、環のテンソル積 R ⊗Z A は r(s ⊗ a) := (rs ⊗ a) と定めて R-多元環の構造が入る。A を R ⊗Z A へ写す函手は、R-多元環をその台となる環へ写す函手（加群構造を忘れる忘却函手）の左随伴である。

## 構成法
部分線型環R-線型環 A の部分線型環とは、A の部分集合であって、A の部分環にも部分加群にもなっているようなものを言う。つまり部分線型環は、加法、環の乗法、スカラー乗法の何れについても閉じていて、かつ A の単位元を含まねばならない。
商線型環R-線型環 A の任意の環論的な意味でのイデアル I は、r·x = (r1A)x ゆえ自動的に R-加群の構造を持つ。従って剰余環 A/I にも R-加群の構造が入って、実は R-線型環を成す。従って A の任意の環準同型像がまた R-線型環となることがわかる。
積線型環R-線型環の族に対する直積とは、環としての直積を言う。得られる直積環に明らかな仕方でスカラー乗法を定めると、これはまた R-線型環を成す。
自由積線型環群の自由積と同様にして R-線型環の自由積を構成することができる。線型環の自由積は、圏論的には R-線型環の余積である。
テンソル積線型環二つの R-線型環のテンソル積は自然な仕方でふたたび R-線型環となる。詳細は多元環のテンソル積を参照。

## 結合性と乗法写像
上では結合性を A の全称量化された「元」を以って定義したが、元を陽に用いずに結合性を定義することも可能である。多元環を、線型空間 A 上の写像（乗法）
{\displaystyle M\colon A\times A\to A}
として定義する。このとき結合多元環は、写像 M が
{\displaystyle M\circ ({\text{Id}}\times M)=M\circ (M\times {\text{Id}})}
なる性質を満たすような多元環として定まる。ここで、記号 "∘" は写像の合成、Id: A → A は A 上の恒等写像である。
これが上で与えた定義と同値な定義であることを見るには、上記等式の各辺が三つの引数をとる写像であることを理解するだけで十分である。例えば左辺は
{\displaystyle (M\circ ({\mbox{Id}}\times M))(x,y,z)=M(x,M(y,z))}
として作用する。同様に単位的結合多元環は、単位写像
{\displaystyle \eta \colon K\to A}
を定義することによって与えられる。これは
{\displaystyle M\circ ({\text{Id}}\times \eta )=s=M\circ (\eta \times {\text{Id}})}
なる性質を満たすものである。ここで、単位写像 η は K の元 k を A の元 k1, 即ち A の単位元 1 のスカラー k-倍へ写す。また写像 s はもともとの素のスカラー乗法 K × A → A である。従ってスカラー乗法が陰伏的なものと理解するならば、上記の等式は s のところを Id に代えて記すこともある。

## 余代数
K 上の単位的結合代数は、二つの入力（乗数と被乗数）と一つの出力（積）を持つ射 A×A → A と、乗法単位元のスカラー倍と同一視される射 K → A とに基づくものである。これらの二つの射は圏論的双対性に従い、単位的結合代数の各公理を表す可換図式に現れる全ての矢印を逆にすることによって、双対化することができて、余代数の構造が定義される。
より抽象的な概念として F-余代数の概念もある。

## 多元環の表現論
多元環 A の表現とは、A から適当なベクトル空間（または加群）V 上の一般線型環への線型写像 ρ: A → gl(V) で乗法演算を保つもの、即ち ρ(xy) = ρ(x)ρ(y) を満たすものを言う。
しかしこの時、線型環の表現のテンソル積を定義する自然な方法は存在せず、何らかの追加条件を課さねばならぬことに注意すべきである。ここで「表現のテンソル積」は通常の意味に解する（つまり、得られたテンソル積は、表現空間のテンソル積を表現空間に持つ線型表現を定めるべき）ものとする。そのような追加で課される構造から典型的にはホップ代数やリー環の概念が導かれることを以下に述べる。

### ホップ代数の導入
二つの表現、例えば σ: A → gl(V), τ: A → gl(W) を考える。テンソル積表現 ρ: x ↦ σ(x) ⊗ τ(x) を、テンソル積空間への作用が
{\displaystyle \rho (x)(v\otimes w)=(\sigma (x)(v))\otimes (\tau (x)(w))}
から定められるものとして定めようとしても、k ∈ K に対して
{\displaystyle \rho (kx)=\sigma (kx)\otimes \tau (kx)=k\sigma (x)\otimes k\tau (x)=k^{2}(\sigma (x)\otimes \tau (x))=k^{2}\rho (x)}
となることから、このような ρ は線型ではない。この問題を回避して線型性を取り戻す方法の一つとして、付加構造として写像 Δ: A → A × A を考え、テンソル積表現を
{\displaystyle \rho =(\sigma \otimes \tau )\circ \Delta }
と定めることが考えられる。ただし Δ は余乗法である。こうして、双代数 (bialgebra) の概念が得られる。結合代数の定義との一貫性を持つためには、余代数は余結合的でなければならないし、代数が単位的ならば余代数も同様に単位的である必要がある。注意すべきは、双代数においては乗法と余乗法の間には関連が無くても構わないことである。そしてそれらの間の関係としてよく課される条件（対蹠を定めること）によってホップ代数の概念が構築される。

### リー環の導入
テンソル積をより巧妙な仕方で定義する試みも考えることができて、例えば
{\displaystyle x\mapsto \rho (x):=\sigma (x)\otimes {\text{Id}}_{W}+{\text{Id}}_{V}\otimes \tau (x)}
と定めれば、テンソル積空間への作用が
{\displaystyle \rho (x)(v\otimes w)=(\sigma (x)v)\otimes w+v\otimes (\tau (x)w)}
から決まる。これは明らかに x に関して線型で、前節で述べたような問題は生じないのだが、しかしこれでは
{\displaystyle \rho (xy)=\sigma (x)\sigma (y)\otimes {\mbox{Id}}_{W}+{\mbox{Id}}_{V}\otimes \tau (x)\tau (y)}
だが一方
{\displaystyle \rho (x)\rho (y)=\sigma (x)\sigma (y)\otimes {\mbox{Id}}_{W}+\sigma (x)\otimes \tau (y)+\sigma (y)\otimes \tau (x)+{\mbox{Id}}_{V}\otimes \tau (x)\tau (y)}
となり、これは一般には同じではないから、積を保存するという性質は失われる。しかしこれら二つは、積 xy が反対称であるとき（例えば積がリー括弧積、つまり xy = M(x, y) := [x, y] ならば）恒等的に一致する。こうして結合代数からリー環の概念が生じる。